# Volero Le Cannet
El Volero Le Cannet es un equipo de voleibol femenino con base en Le Cannet que compite en la liga A femenina de voleibol de Francia. Fundado en 2018, rápidamente se convirtió en protagonista del campeonato francés, logrando su primer campeonato en 2022.

## Historia
El equipo surge en 2018 de la fusión del club Unión Deportiva Le Cannet-Rocheville y el Volero Zürich de Suiza, tras la oferta del empresario ruso y presidente del club suizo Stav Jacobi para unir los clubes y así desembarcar en la liga francesa. El Le Cannet-Rocheville era un club con historia, fundado en 1968, finalista de la copa de Europa en 2008, campeón de Copa de Francia y subcampeón de Liga en la temporada 2014/15, que aceptó el trato con miras a obtener una inyección de fondos para seguir disputando los primeros lugares tanto en Francia como en Europa.
En su primera temporada como Volero Le Cannet el equipo finalizó tercero en la Liga de Francia, cayendo en semifinales ante el RC Nannes. Ese mismo año también participó en el Mundial de Clubes, donde fueron eliminados en primera ronda tras perder ante el VakifBank turco. Tras una temporada 2020/21 donde terminó en el cuarto lugar en la Liga, llegaría el éxito en 2021/22, terminando en primer lugar en la fase regular perdiendo solo tres partidos a lo largo de la temporada y manteniendo un invicto de mediados de febrero al final del torneo en mayo. El título de Liga, que llegó tras derrotar en tres partidos al Mulhouse, se sumó a la obtención de la Copa de Francia, quedándose así el club con la doble corona de la temporada. En 2022 el club también participó de la Copa CEV europea, donde fue eliminado en cuartos de final por el Alba Blaj de Rumania.
En 2022/23 comenzó la temporada cayendo 3-1 ante el Mulhouse en la final de la Super Copa de Francia e hizo su debut en la Liga de Campeones de Europa, donde fue eliminado en octavos de final tras caer en golden set ante el Developres Rzeszów polaco. En la liga francesa, a pesar de terminar sexto en la temporada regular, se abrió paso en los playoffs para finalmente conservar el título derrotando nuevamente al Mulhouse en las finales.
Según el diario deportivo francés L'Equipe, el Mulhouse y el Volero no solo compiten deportivamente si no que esta rivalidad se refleja en el tamaño de sus presupuestos anuales: 1.79M euros para el Volero y 2.28M para el Mulhouse.